# Josef Čada
Josef Čada (30 maart 1881 - 1 december 1959) was een Tsjechische turner die voor Bohemen uitkwam op de Olympische Zomerspelen van 1908 en voor Tsjecho-Slowakije op de Olympische Zomerspelen van 1920. Hij debuteerde op de 3de Wereldkampioenschappen Artistieke Gymnastiek in Praag. Toen Bohemen hun debuut maakten op deze wereldkampioenschappen, leidde hij hun team vanaf het begin naar de overwinning en vestigde hij zichzelf als de beste turner op deze spelen. Alle mogelijke beweringen van vriendjespolitiek zouden later worden ontkracht door zijn successen op de volgende 3 wereldkampioenschappen - 1909, 1911 en 1913 - waar hij nog veel meer medailles won en domineerde op het onderdeel rekstok.
De Eerste Wereldoorlog zou zijn gymnastiek carrière onderbreken, hoewel hij na de oorlog zou terugkeren en deelnemen aan de Olympische Zomerspelen van 1920 in Antwerpen. Hij had eerder al deelgenomen aan de individuele all-around gymnastiekwedstrijd op de Olympische Spelen van 1908, waar hij 25ste werd.
Zijn successen kunnen het best worden gezien in de context van de Sokol-beweging in het voormalige Bohemen en zijn opvolger, Tsjecho-Slowakije.